# We Ride
"We Ride" is een nummer van de Barbadiaanse zangeres Rihanna, afkomstig van haar tweede studioalbum A Girl Like Me. De single bevat de genres pop r&b, geschreven door T. Hermansen, M. Eriksen en M. Riddick.

## Informatie
Het nummer handelt over een meisje haar vorige, pijnlijke relatie. In het tweede couplet praat ze over de tijd dat ze samen hadden. Rihanna zingt dingen als "We ride, when we ride, we ride, it's 'til the day that we die", wat in het Nederlands "We rijden, wanneer we rijden, we rijden, is het tot de dag dat we sterven" betekent.

## Muziekvideo
De clip werd gefilmd in Barbados en Miami door regisseur Anthony Mandler. In de video zit Rihanna met haar vriendinnen aan het praten met in een auto, en op het strand. De première was op 18 september op MuchMusic in Canada.

## Remixen
1. "We Ride" (Radio) – 3:56
2. "We Ride" (No Hi Hat) – 3:56
3. "We Ride" (Instrumental) – 3:54
4. "We Ride" (Stargate Remix) – 3:58
5. "We Ride" (Mantronix Club Mix) – 6:25
6. "We Ride" (Mantronix Radio Edit) – 4:12
7. "We Ride" (Lenny B Club Mix) – 8:24
8. "We Ride" (Lenny B Radio Edit) – 3:52
9. "We Ride" (Lenny B Dub) – 7:11
10. "We Ride" (Runaway Statue Remix) – 2:45 (featuring Layzie Bone and Flesh-n-Bone)
11. "We Ride" (Fan-made by upcoming Artist/Producer "L-DeVon") – 4:53 (featuring 2Pac)

## Hitnoteringen
| Hitnotering: (week 1 t/m 4) 16-12-2006 t/m 06-01-2007 (week 6 t/m 7) 20-01-2007 t/m 27-01-2007 | Hitnotering: (week 1 t/m 4) 16-12-2006 t/m 06-01-2007 (week 6 t/m 7) 20-01-2007 t/m 27-01-2007 | Hitnotering: (week 1 t/m 4) 16-12-2006 t/m 06-01-2007 (week 6 t/m 7) 20-01-2007 t/m 27-01-2007 | Hitnotering: (week 1 t/m 4) 16-12-2006 t/m 06-01-2007 (week 6 t/m 7) 20-01-2007 t/m 27-01-2007 | Hitnotering: (week 1 t/m 4) 16-12-2006 t/m 06-01-2007 (week 6 t/m 7) 20-01-2007 t/m 27-01-2007 | Hitnotering: (week 1 t/m 4) 16-12-2006 t/m 06-01-2007 (week 6 t/m 7) 20-01-2007 t/m 27-01-2007 | Hitnotering: (week 1 t/m 4) 16-12-2006 t/m 06-01-2007 (week 6 t/m 7) 20-01-2007 t/m 27-01-2007 | Hitnotering: (week 1 t/m 4) 16-12-2006 t/m 06-01-2007 (week 6 t/m 7) 20-01-2007 t/m 27-01-2007 | Hitnotering: (week 1 t/m 4) 16-12-2006 t/m 06-01-2007 (week 6 t/m 7) 20-01-2007 t/m 27-01-2007 |
| Week:                                                                                          | 1                                                                                              | 2                                                                                              | 3                                                                                              | 4                                                                                              |                                                                                                | 6                                                                                              | 7                                                                                              |                                                                                                |
| ---------------------------------------------------------------------------------------------- | ---------------------------------------------------------------------------------------------- | ---------------------------------------------------------------------------------------------- | ---------------------------------------------------------------------------------------------- | ---------------------------------------------------------------------------------------------- | ---------------------------------------------------------------------------------------------- | ---------------------------------------------------------------------------------------------- | ---------------------------------------------------------------------------------------------- | ---------------------------------------------------------------------------------------------- |
| Nummer                                                                                         | 46                                                                                             | 46                                                                                             | 40                                                                                             | 41                                                                                             | uit                                                                                            | 43                                                                                             | 43                                                                                             | uit                                                                                            |